# 德加納爾冰川
德加納爾冰川（英語：DeGanahl Glacier），是南極洲的冰川，位於杜費克海岸，長約20公里，最終在瓊冰原島峰對面注入利夫冰川，美國地質調查局根據測量和該國海軍的空中照片繪入地圖，現時由南極條約體系管理。